# コルバート郡 (アラバマ州)

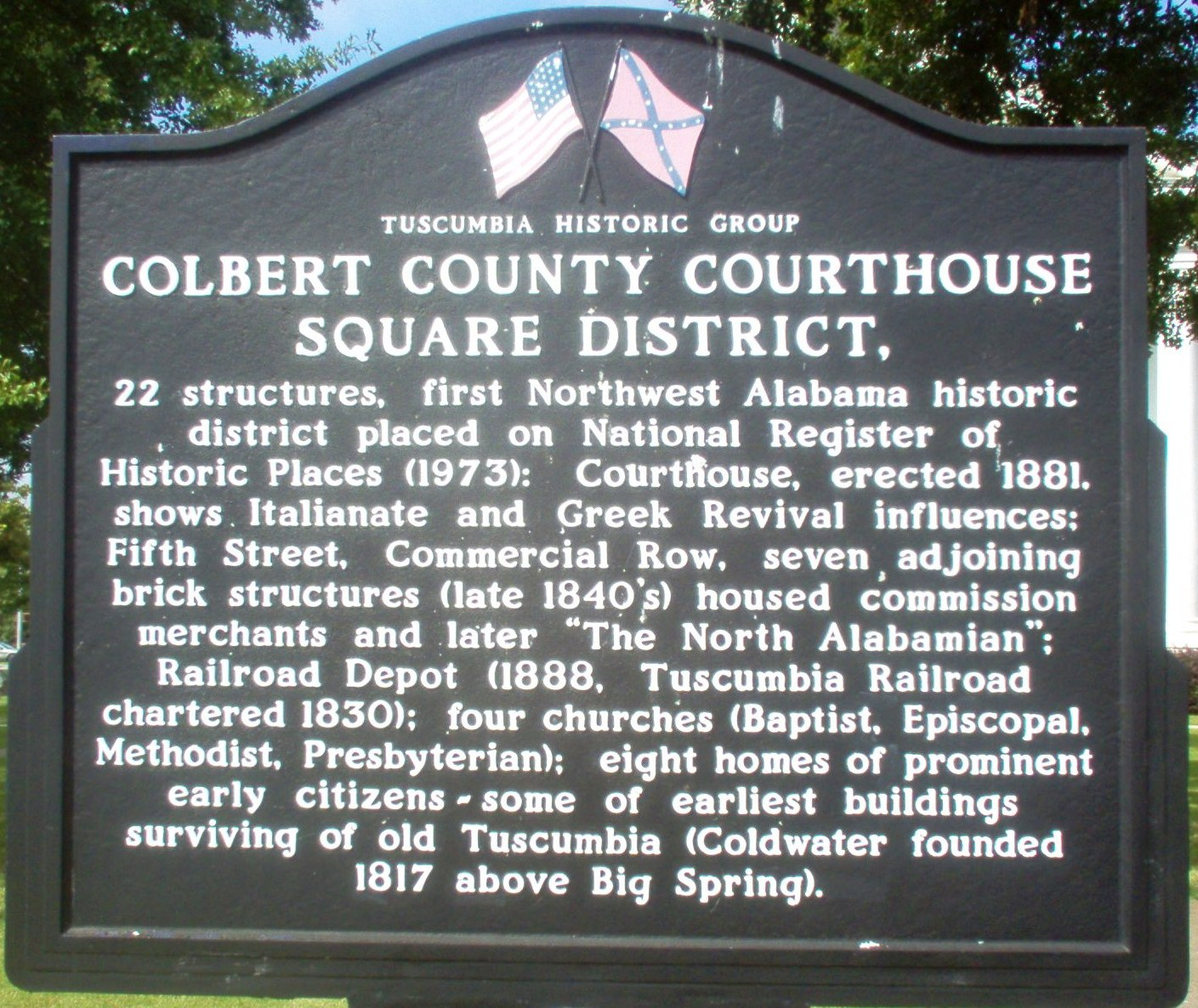
コルバート郡庁舎広場地区にある歴史標識、2007年9月撮影

コルバート郡（英: Colbert County、[kɑːlˈbərt] kal-BəRT）は、アメリカ合衆国アラバマ州の北西部に位置する郡である。2010年国勢調査での人口は54,428人であり、2000年の54,984人から1.0%減少した。郡庁所在地はタスカンビア市（人口8,423人）であり、同郡で人口最大の都市はマッスルショールズ市（人口13,146人）である。郡名はチカソー族インディアン酋長のジョージ・コルバート、リーバイ・コルバートの兄弟に因んで名付けられた。ジョージ・コルバートは1790年に現在のチェロキー町近くで渡し船を運行した。
コルバート郡はフローレンス・マッスルショールズ大都市圏、通称「ザ・ショールズ」と呼ばれる都市圏に属している。

## 歴史
コルバート郡は当初1867年2月6日に、南北戦争後の政治問題によってフランクリン郡から分離されて設立された。その10か月近く後、1867年11月29日にはアラバマ州憲法制定会議によって廃止され、1870年2月24日に再設立された。著名な作家ヘレン・ケラーの生誕地であるアイビー・グリーンが郡内にある。またアレサ・フランクリンやローリング・ストーンズなど有名なミュージシャンがレコードを録音したシェフィールドやマッスルショールズの町がある。

## 地理
アメリカ合衆国国勢調査局に拠れば、郡域全面積は623.61平方マイル (1,615.1 km2)であり、このうち陸地594.53平方マイル (1,539.8 km2)、水域は29.08平方マイル (75.3 km2)で水域率は4.66%である。

### 河川
- テネシー川

### 交通

#### 主要高規格道路
- アメリカ国道43号線
- アメリカ国道72号線
- アラバマ州道20号線
- アラバマ州道157号線
- アラバマ州道247号線
- ナチェズ・トレイス・パークウェイ

#### 鉄道
- ノーフォーク・サザン鉄道  - 貨物線が南部、東部、西部に走っている[7]

### 隣接する郡
- ローダーデール郡 - 北、テネシー川の対岸
- ローレンス郡 - 南東
- フランクリン郡 - 南
- ティショミンゴ郡 (ミシシッピ州) - 西

### 国立保護地域
- ナチェズ・トレイス・パークウェイ（部分）

## 人口動態
以下は2000年国勢調査による人口統計データである。
| 基礎データ - 人口: 54,984人 - 世帯数: 22,461 世帯 - 家族数: 16,037 家族 - 人口密度: 36人/km2（92人/mi2） - 住居数: 24,980軒 - 住居密度: 16軒/km2（42軒/mi2） 人種別人口構成（ ）内は2010年のデータである。 - 白人: 78.52% (80.4%) - アフリカン・アメリカン: 16.62% (14.0%) - ネイティブ・アメリカン: 0.37% (0.4%) - アジア人: 0.24% (0.7%) - 太平洋諸島系: 0.02% (0.0%) - その他の人種: 0.34% - 混血: 0.89% (0.91%) - ヒスパニック・ラテン系: 1.12% (2.0%) 年齢別人口構成 - 18歳未満: 23.8% - 18-24歳: 8.1% - 25-44歳: 27.8% - 45-64歳: 24.9% - 65歳以上: 15.4% - 年齢の中央値: 39歳 - 性比（女性100人あたり男性の人口） - 総人口: 91.8 - 18歳以上: 88.1 | 世帯と家族（対世帯数） - 18歳未満の子供がいる: 30.5% - 結婚・同居している夫婦: 56.0% - 未婚・離婚・死別女性が世帯主: 12.1% - 非家族世帯: 28.6% - 単身世帯: 26.1% - 65歳以上の老人1人暮らし: 11.5% - 平均構成人数 - 世帯: 2.42人 - 家族: 2.92人 収入と家計 - 収入の中央値 - 世帯: 31,954米ドル - 家族: 39,294米ドル - 性別 - 男性: 32,112米ドル - 女性: 20,107米ドル - 人口1人あたり収入: 17,533米ドル - 貧困線以下 - 対人口: 14.0% - 対家族数: 11.1% - 18歳未満: 18.4% - 65歳以上: 11.9% |

## 都市と町

### 都市
- マッスルショールズ
- シェフィールド
- タスカンビア - 郡庁所在地

### 町
- チェロキー
- リートン
- リトルビル

### 未編入の町
- オールズボロ
- バートン
- バザードルースト
- コルバートハイツ
- フォードシティ
- ホワイトオーク

## 大衆文化の中で
- コメディ・セントラルの番組コルベア・レポーでは、2006年11月28日から30日で放送された3部作コメディで、コールバート郡が登場した。